# Parandra lucanoides
Parandra lucanoides là một loài bọ cánh cứng trong họ Cerambycidae.